# Antonio Pérez Delgadillo
Antonio Pérez Delgadillo (Guadalajara, Jalisco, México, 16 de abril de 1978) es un exfutbolista mexicano, jugaba como portero y se retiró en el extinto equipo Chiapas Fútbol Club de la Liga MX. 

## Trayectoria
Este portero recibió la oportunidad con el equipo del Atlas en el Clausura 2004 ante la convocatoria a la sub-23 de Corona y la lesión del segundo portero Castro. Debuta un poco tarde, se hace con la titularidad y es constante con los rojinegros hasta el Apertura 2006, cuando llega Mario Rodríguez para pelearle el puesto. Regresó en el Apertura 2013 con Chiapas FC en el partido vs Santos de la fecha 16, jugando los 90 minutos.

### Clubes
| Club                  | País                | Año         | Partidos |
| --------------------- | ------------------- | ----------- | -------- |
| Bachilleres FC        | México              | 2000 - 2001 | 22       |
| Atlético Cihuatlán    | México              | 2001 - 2002 | 30       |
| Nacional Tijuana      | México              | 2002 - 2003 | 34       |
| Atlas de Guadalajara  | México              | 2004 - 2007 | 84       |
| Club León             | México              | 2007 - 2008 | 8        |
| Potros Neza           | México              | 2009        | 8        |
| Atlante UTN           | México              | 2009        | 17       |
| Club León             | México              | 2010        | 20       |
| Mérida FC             | México              | 2011        | 10       |
| Atlante FC            | México              | 2011 - 2012 | 9        |
| Querétaro Fútbol Club | México              | 2013        | 0        |
| Jaguares de Chiapas   | México              | 2013 - 2014 | 9        |
| Total en su carrera   | Total en su carrera | 2000 - 2014 | 251      |